# Гуанакасте (провинция)
Гуанака́сте (исп. Guanacaste) — одна из 7 провинций Коста-Рики.

## География
Находится в северо-западной части страны вдоль побережья Тихого океана и его заливов — Никоя, Папагайо и Санта-Элена. Значительная часть находится на полуострове Никоя. Граничит с провинциями Алахуэла на востоке, Пунтаренас на юго-востоке и государством Никарагуа на севере. Административный центр — город Либерия. В Либерии находится второй международный аэропорт Коста-Рики — Аэропорт Даниэль Одубер. Другие важные города — Каньяс, Никоя, Филадельфия. Является самой малонаселённой провинцией Коста-Рики. Численность населения — 326 953 чел. (2011). Занимает второе место по площади — 10 141 км².
В провинции находится несколько национальных парков: Пало-Верде, Барра-Онда, Санта-Роса, Гуанакасте, Вулкан Ринкон-де-ла-Вьеха, Вулкан Тенорио, Лас-Баулас, Дирия.

## История
Своё наименование провинция получила от названия дерева гуанакасте (Энтеролобиум круглоплодный), которое растёт повсеместно и является одним из национальных символов Коста-Рики.
В устье реки Диквис, в 1930 годах были найдены доисторические каменные шары (петросферы) — археологические памятники доколумбовых цивилизаций.
По версии историка Овьедо-и-Вальдеса, залив и полуостров Никоя европейцами были открыты в 1518 году экспедицией Гаспара Эспиносы. Будучи в составе Испанской империи, в 1814 году провинция Гуанакасте вместе с полуостровом добровольно отделилась от Никарагуа и присоединилась к Коста-Рике. 25 июля 1825 года присоединение было подтверждено на местном референдуме. Этот день стал одним из национальных праздников.

## Кантоны
Провинция разделена на 11 кантонов:
1. Абангарес
2. Багасес
3. Каньяс
4. Каррильо
5. Ла-Крус
6. Либерия
7. Нандаюре
8. Никоя
9. Оханча
10. Санта-Крус
11. Тиларан

Южная часть полуострова Никоя и одноименного залива в настоящее время (2010) находится под юрисдикцией провинции Пунтаренас, однако споры о его принадлежности ещё продолжаются.

## Экономика
Основа экономики — животноводство, однако разведение крупного рогатого скота постепенно уменьшается в связи с международным снижением цен на говядину. В сельском хозяйстве особое значение придаётся выращиванию риса, хлопка, сахарного тростника, кукурузы, сорго, фасоли, овощей, кофе и фруктов. В последнее время активно развивается экотуризм.

## Галерея

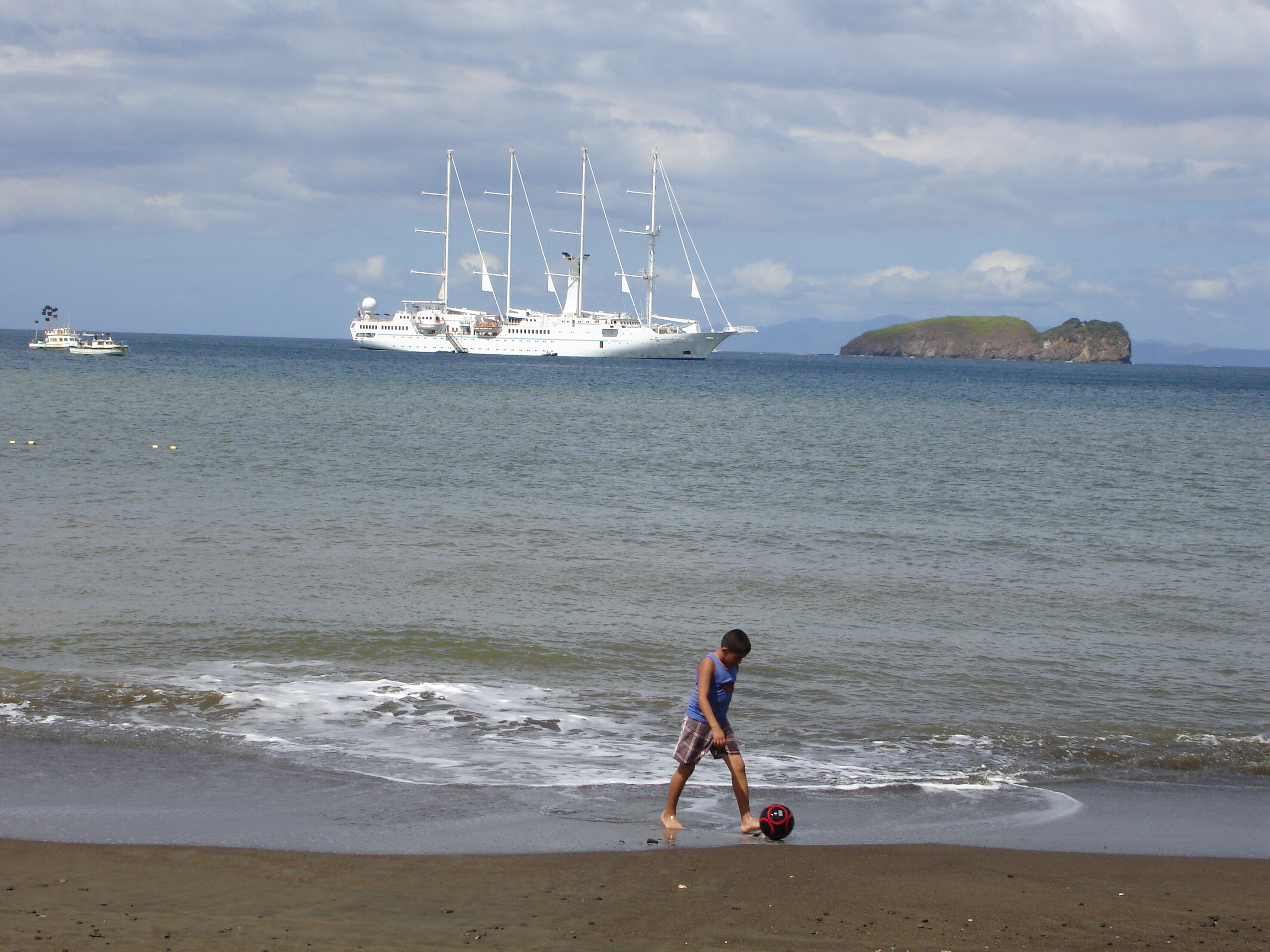
На побережье
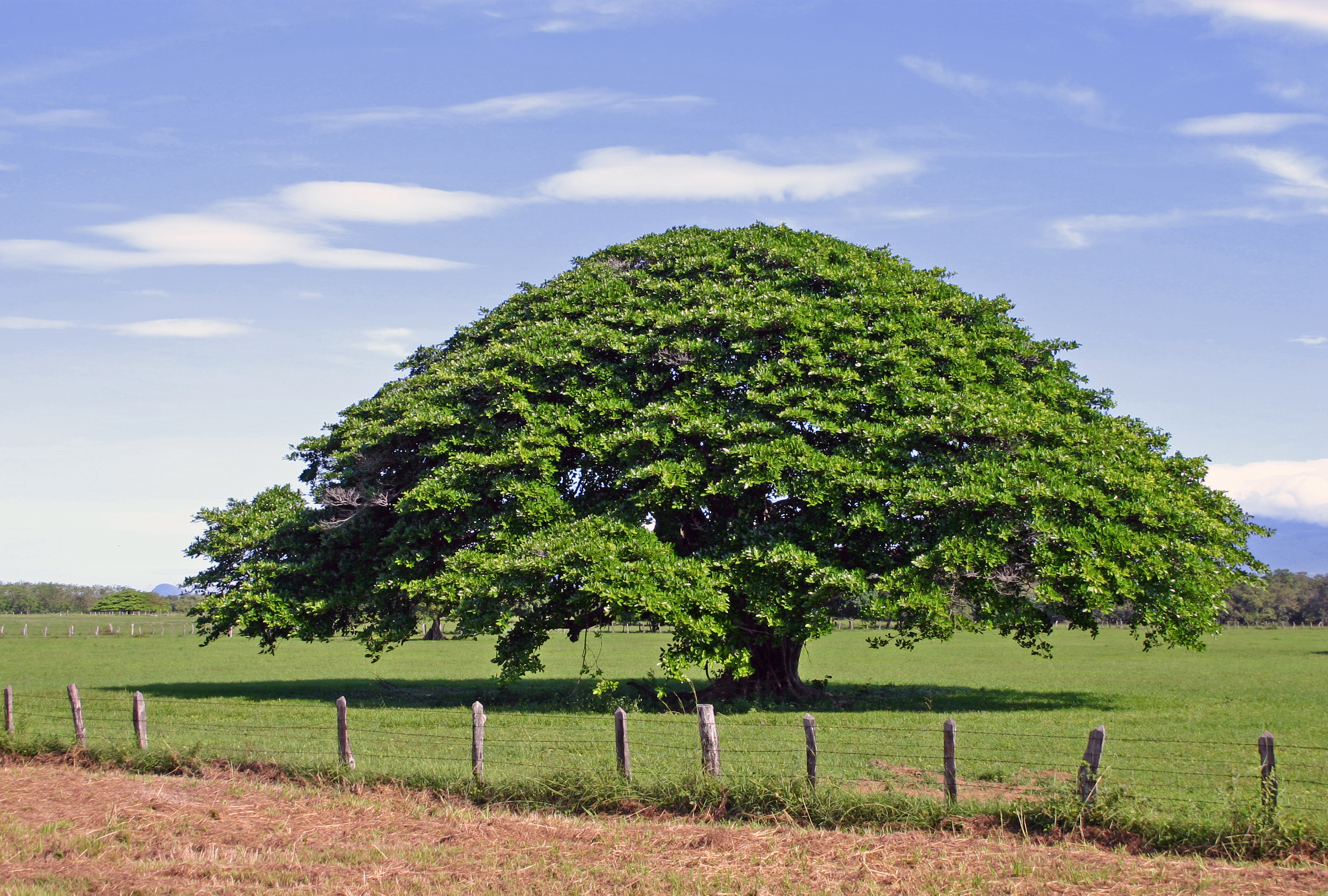
Дерево гуанакасте